# Neumatosis intestinal
La neumatosis intestinal es un signo radiológico poco frecuente que se caracteriza por la existencia de gas en la pared del intestino. Puede localizarse en cualquier porción del intestino tanto en una zona limitada como extensa y afectar a diferentes capas de la pared intestinal, desde la submucosa hasta la porción más externa. Se detecta en la radiografía simple de abdomen y con mayor precisión en el TAC, existiendo discusión sobre las causas del proceso y el mecanismo fisiopatológico que lo provoca. No debe confundirse la neumatosis intestinal con la existencia de gas en el en interior del tubo intestinal, proceso común que afecta prácticamente a toda la población.

## Historia
La primera descripción fue realizada por Veroin durante el siglo XVIII que detectó el trastorno en el transcurso de autopsias.

## Causas
El proceso no es bien entendido y puede deberse a múltiples causas, la mayoría benignas, sin embargo, es preciso descartar algunos procesos que son graves, entre ellos la isquemia intestinal, la obstrucción intestinal, el megacolon tóxico y la enterocolitis necrosante en lactantes.
Las causas pueden dividirse en varios grupos:
- Causas intestinales: Obstrucción intestinal, enfermedad inflamatoria intestinal, isquemia intestinal, diverticulitis, estenosis pilórica.
- Pulmonares: Asma, bronquitis, neumonía, enfisema y fibrosis pulmonar.
- Enfermedades sistémicas: Lupus eritematoso sistémico, esclerodermia e infección por VIH.
- Maniobras médicas: Enema de bario, sonda nasoenteral, endoscopia, maniobras quirúrgicas.
- Primarias: Neumatosis cystoide intestinal.